# تشاو جينغ
تشاو جينغ (بالصينية: 赵婧) هي عدائة المسافات المتوسطة صينية، ولدت في 9 يوليو 1988.

## وصلات خارجية
- تشاو جينغ على موقع الاتحاد الدولي لألعاب القوى (الإنجليزية)
- تشاو جينغ على موقع اللجنة الأولمبية الصينية (الإنجليزية)